# Мемуары пехотного офицера
«Мемуары пехотного офицера» (англ. Memoirs of an Infantry Officer) — роман Зигфрида Сассуна, впервые опубликованный в 1930 году. Это беллетризованный рассказ о собственной жизни Сассуна во время и сразу после Первой мировой войны. Является частью «Трилогии Шерстона». Вскоре после выхода он был провозглашен классикой и имел даже больший успех, чем предыдущая часть, «Мемуары охотника на лис».

## Содержание
Рассказ Сассуна о его опыте в окопах во время Первой мировой войны с весны 1916 года по лето 1917 года создаёт образ физически храброго, но скромного и крайне неуверенного в себе человека. Повествование движется от окопов к школе Четвёртой армии, к Морланкуру и рейду, а затем к битве при Сомме. Рассказчик, Джордж Шерстон, ранен, когда осколок снаряда проходит через его лёгкое после того, как он неосторожно высунул голову за бруствер в битве при Аррасе в 1917 году. Его отправляют домой на излечение, и там он договаривается пообедать с редактором антивоенной газеты «Unconservative Weekly». Он решает выступить против войны, хотя это противоречит военному уставу и может привести к его казни. Книга заканчивается тем, что Джордж Шерстон готовится к отправке в «Военный госпиталь Слейтфорд» (Военный госпиталь Крейглокхарт в Эдинбурге) после того, как медицинская комиссия решила, что он страдает от контузии. В книге показано эмоциональное и интеллектуальное взросление Шерстона, когда он узнаёт, «что он всего лишь один незначительный человек, вовлечённый в события, находящиеся за пределами чьего-либо понимания».

## Отзывы
«Книга глубокой красоты и непреходящего значения. Книга, которую, я надеюсь и верю, будут читать миллионы». — Гарольд Николсон.
«К этой книге обратятся те, кто в будущем действительно захочет понять атмосферу 1916 и 1917 годов и условия жизни». — Daily Telegraph.
«...документ с интенсивной и чувствительной человечностью». — New Statesman.

## Влияние
В 1981 году Пол Хогарт создал иллюстрации к книге, которые выставлялись в Музее Виктории и Альберта в 2014 году.
Сассун представил свой собственный опыт в форме романа и поэтому решил использовать псевдонимы вместо имён в своей трилогии «Джордж Шерстон» (Джордж Шерстон — альтер-эго Сассуна). Среди других заметных персонажей книги — современник Сассуна Роберт Грейвс, который фигурирует в книге как «Дэвид Кромлех», и «Дик Тилтвуд» (псевдоним Сассуна для валлийского солдата Дэвида Катберта Томаса). Оба мужчины выздоравливали в Сомервилл-колледже  в Оксфорде во время войны.